# Saison 1 de Nashville
Chronologie
Saison 2
Cet article présente les vingt-et-un épisodes de la première saison de la série télévisée américaine Nashville.

## Généralités
- Le 12 novembre 2012, ABC a commandé une saison complète[3].
- Aux États-Unis, la saison est diffusée les mercredis à 22 h sur le réseau ABC.
- Au Canada, elle est diffusée en simultané sur CTV Two.

## Synopsis
La série suit une chanteuse country légendaire en déclin, Rayna James. Ses producteurs lui offrent de se joindre à la tournée de Juliette Barnes, jeune et sexy, la nouvelle sensation du country. Mais Rayna refuse, et les conflits s'installent.

## Distribution

### Acteurs principaux
- Connie Britton : Rayna James
- Hayden Panettiere : Juliette Barnes
- Clare Bowen : Scarlett O'Connor
- Eric Close : Teddy Conrad, mari de Rayna
- Charles Esten : Deacon Claybourne
- Jonathan Jackson : Avery Barkley
- Sam Palladio : Gunnar Scott
- Robert Wisdom : Coleman Carlisle
- Powers Boothe : Lamar Wyatt, père de Rayna

### Acteurs récurrents
- Judith Hoag : Tandy Wyatt, sœur de Rayna
- Burgess Jenkins : Randy Roberts
- J. D. Souther (en) : Watty White
- Sylvia Jefferies (en) : Jolene Barnes, mère de Juliette
- Lennon Stella : Maddie Conrad, fille de Rayna et Teddy
- Maisy Stella : Daphne Conrad, fille de Rayna et Teddy
- Chloe Bennet : Hailey
- Kimberly Williams : Peggy Samper[4],[5]
- Michiel Huisman : Liam McGuinnis[6]
- David Clayton Rogers (en)[7] : Jason
- Chris Carmack : Will Lexington[8] (épisodes 16 à 21)
- Susan Misner : Stacey Douglas[9] (dès l'épisode 15)

### Invités
- Tilky Montgomery Jones (en) : Sean Butler[10] (épisodes 6 à 10)
- Wyclef Jean : Dominic Wells[11] (épisodes 7 à 10)
- Daniel Buran : Cy[12] (épisodes 8, 9 et 10)
- Ming-Na Wen : Calista Reeves[13] (épisode 11)
- Chris Young : lui-même[14] (épisode 11)
- Brantley Gilbert (en) : lui-même[14] (épisode 11)

## Production
- À l'exception du pilote, les titres de tous les épisodes proviennent des chansons de Hank Williams.
- Le nom de famille du personnage de Rayna est orthographié de deux manières dans la série : James ou Jaymes (cf: voir les affiches des concerts).

## Liste des épisodes

### Épisode 1:Nashville, au cœur de la musique
- États-Unis /  Canada : 10 octobre 2012 sur ABC[15] / CTV Two
- France : 20 octobre 2013 sur TF6
- Suisse : 23 février 2014 sur RTS Un
- Québec : 6 mars 2014 sur V

- États-Unis : 8,93 millions de téléspectateurs[16] (première diffusion)

- Judith Hoag (Tandy Wyatt)
- JD Souther (Watty White)
- Burgess Jenkins (Randy Roberts)
- Lennon Stella (Maddie)
- Maisy Stella (Daphne)
- David Alford (Bucky Dawes)
- Ed Amatrudo (Glenn Goodman)
- Todd Truly (Marshall Evans)
- Sylvia Jeffries (mère de Juliette)

- Already Gone (Rayna Jaymes)
- Love Like Mine (Juliette Barnes)
- Boys and Buses (Juliette Barnes)
- It's My Life (Rayna Jaymes)
- Back Home (Deacon Claybourne)
- If I Didn't Know Better (Scarlett O'Connor et Gunnar Scott)

### Épisode 2:Les liens du passé
- États-Unis /  Canada : 17 octobre 2012 sur ABC / CTV Two
- France : 20 octobre 2013 sur TF6
- Suisse : 23 février 2014 sur RTS Un
- Québec : 13 mars 2014 sur V

- États-Unis : 6,74 millions de téléspectateurs[17] (première diffusion)

- Judith Hoag (Tandy Wyatt)
- JD Souther (Watty White)
- Nicholas Strong (J.T.)

- Telescope (Juliette Barnes)
- Undermine (Juliette Barnes et Deacon Claybourne)
- Twist of Barbwire (Avery Barkley)
- I'll Be There (If You Want Me) (Gunnar Scott)
- Matchbox Blues (Deacon Claybourne)
- No One Will Ever Love You (Rayna Jaymes et Deacon Claybourne)

### Épisode 3:Un prêté pour un rendu
- États-Unis /  Canada : 24 octobre 2012 sur ABC / CTV Two
- France : 20 octobre 2013 sur TF6
- Suisse : 23 février 2014 sur RTS Un
- Québec : 20 mars 2014 sur V

- États-Unis : 6,54 millions de téléspectateurs[18] (première diffusion)

- Judith Hoag (Tandy Wyatt)
- JD Souther (Watty White)
- Burgess Jenkins (Randy Roberts)
- Lennon Stella (Maddie)
- Maisy Stella (Daphne)
- David Alford (Bucky Dawes)
- Ed Amatrudo (Glenn Goodman)
- Todd Truly (Marshall Evans)
- Sylvia Jeffries (mère de Juliette)

- I Will Fall (Scarlett O'Connor et Gunnar Scott)
- If I Didn't Know Better Remix (Scarlett O'Connor et Gunnar Scott)
- Telescope (Maddie & Daphne)
- Undermine (Juliette Barnes et Deacon Claybourne)
- Fade Into You (Scarlett O'Connor et Gunnar Scott)

### Épisode 4:Scandale
- États-Unis /  Canada : 31 octobre 2012 sur ABC / CTV Two
- France : 27 octobre 2013 sur TF6
- Suisse : 2 mars 2014 sur RTS Un
- Québec : 27 mars 2014 sur V

- États-Unis : 5,74 millions de téléspectateurs[19] (première diffusion)

- Kimberly Williams (Peggy)
- Judith Hoag (Tandy)
- David Alford (Bucky)
- Ed Amatrudo (Glenn)
- Maisy Stella (Daphne)
- Lennon Stella (Maddie)
- Kourtney Hansen (Emily)
- Melvin Ray Kearney II (Bo)
- Sylvia Jeffreies (Jolene)
- Chloe Bennet (Hailey)
- Tiffany Morgan (Jeanne)
- Afton C. Williamson (Makena)
- Lee Vervoort (Cop)
- Reegus Flenory (Cop 2)
- Lela Altman (Anne Hanke)
- Jennifer Spriggs (Charlotte Slatter)
- Holly Watson (Dotty Peck)
- Randy Springer (Michael)

- Changing Ground (Rayna Jaymes et Deacon Claybourne)

### Épisode 5:En Solo
- États-Unis /  Canada : 7 novembre 2012 sur ABC / CTV Two
- France : 27 octobre 2013 sur TF6
- Suisse : 2 mars 2014 sur RTS Un
- Québec : 3 avril 2014 sur V

- États-Unis : 6,07 millions de téléspectateurs[20] (première diffusion)

- Kimberly Williams (Peggy)
- David Alford (Bucky)
- Ed Amatrudo (Glenn)
- Maisy Stella (Daphne)
- Burgess Jenkins (Randy Roberts)
- Wendy Wynne (Sandra)
- Kourtney Hansen (Emily)
- Melvin Ray Kearney II (Bo)
- Dianne Dixon (debate monitor)
- Mark Oliver (Paul Worley)
- Richard A. Smith (Casey Turner)
- Adam Boyer (baseball hat)
- Sylvia Jefferies (Jolene)
- Chloe Bennet (Hailey)
- Tiffany Morgan (Jeanne)
- Afton Williamson (Makena)
- Doug Frasure (director)
- Sean Freeland (Larry)
- Matthew Cornwell (Mitch)

- Yellin' from the Rooftop (Juliette Barnes)
- American Beauty (Rayna James)
- Loving You Is the Only Way to Fly (Scarlett O'Connor et Gunnar Scott + Avery Barkley)
- Sideshow (Deacon Claybourne)
- Buried Under (Rayna James)

### Épisode 6:Changement de cap
- États-Unis /  Canada : 14 novembre 2012 sur ABC / CTV Two
- France : 27 octobre 2013 sur TF6
- Suisse : 2 mars 2014 sur RTS Un
- Québec : 10 avril 2014 sur V

- États-Unis : 5,93 millions de téléspectateurs[21] (première diffusion)

- Kimberly Williams (Peggy)
- Judith Hoag (Tandy)
- David Alford (Bucky)
- Ed Amatrudo (Glenn)
- Tilky Montgomery Jones (Sean Butler)
- Rya Kihlstedt (Marily Rhodes)
- Nicholas Strong (JT)
- Gary Weeks (en) (Reid Olsen)
- Michiel Huisman (Liam McGuinnis)
- Ron Clinton Smith (Officer Dunigan)
- Michelle Rivera (female cop)
- Matthew Cornwell (Mitch)
- Todd Truly (Marshall Evans)
- Matt Lowe (Steve)
- J. Karen Thomas (Audrey)
- Afton Williamson (Makena)
- Cory Allen (hipster producer)
- Linds Edwards (soul patch producer)
- Mike Parker (old school producer)
- Jim O'Rear (creepy silent producer)
- Victoria Galen (zoo keeper)
- Anthony Nguyen (photographer)

- Kiss (Avery Barkley)
- Love Like Mine Acoustic (Juliette Barnes & Sean Butler)
- Buried Under Alternate Version (Rayna James)

### Épisode 7:La soirée au Ryman
- États-Unis /  Canada : 28 novembre 2012 sur ABC / CTV Two
- France : 3 novembre 2013 sur TF6
- Suisse : 9 mars 2014 sur RTS Un
- Québec : 17 avril 2014 sur V

- États-Unis : 5,69 millions de téléspectateurs[22] (première diffusion)

- Wyclef Jean (Dominic King)
- Kimberly Williams (Peggy)
- Judith Hoag (Tandy)
- David Alford (Bucky)
- Ed Amatrudo (Glenn)
- Maisy Stella (Daphne)
- Lennon Stella (Maddie)
- Tilky Montgomery Jones (Sean Butler)
- Kourtney Hansen (Emily)
- Rya Kihlstedt (Marilyn Rhodes)
- Nicholas Strong (J.T.)
- Michiel Huisman (Liam McGuinnis)
- Todd Truley (Marshall Evens)
- Chloe Bennet (Hailey)
- Jose Lucena, Jr. (Matt)
- Jaren Johnston (guitar player)
- Jason Bynum (Jason)
- Jake Speck (Steve)

- Papa Writes to Johnny (Deacon)
- Ring of Fire (Scarlett)
- Wrong Song (Rayna James & Juliette Barnes)

### Épisode 8:Bénéfices mutuels
- États-Unis /  Canada : 5 décembre 2012 sur ABC / CTV Two
- France : 3 novembre 2013 sur TF6
- Suisse : 9 mars 2014 sur RTS Un
- Québec : 24 avril 2014 sur V

- États-Unis : 5,95 millions de téléspectateurs[23]

- Judith Hoag (Tandy)
- David Alford (Bucky)
- Tilky Montgomery Jones (Sean Butler)
- Rya Kihlstedt (Marilyn Rhodes)
- Nicholas Strong (JT)
- Michiel Huisman (Liam McGuinnis)
- Wyclef Jean (Dominic King)
- Kimberly Williams (Peggy Kenter)
- Boo Arnold (Brock Butler)
- J.J. Rodgers (Deb Butler)
- Madison Lintz (Dana Butler)
- Todd Truley (Marshall Evans)
- Chloe Bennet (Hailey)
- Tiffany Morgan (Jeanne)
- Craig Stark (Kent)
- Daniel Buran (Cy)
- Salvador Gonzalez, Jr. (Emcee)
- Veda Wilson (elderly neighbor)
- Jeremy Childs (Albert)
- Jake Speck (Steve)

- Peace in the Valley (Avery)
- When The Right One Comes Along (Gunnar & Scarlett)
- For Your Glory (Juliette Barnes)
- When The Right One Comes Along Solo Version (Gunnar)

### Épisode Spécial:The Whole Story
- États-Unis : 2 janvier 2013 sur ABC

- États-Unis : 3,97 millions de téléspectateurs[25]

### Épisode 9:Chantage
- États-Unis /  Canada : 9 janvier 2013 sur ABC / CTV Two
- France : 3 novembre 2013 sur TF6
- Suisse : 9 mars 2014 sur RTS Un
- Québec : 1er mai 2014 sur V

- États-Unis : 5,92 millions de téléspectateurs[26]

- Wyclef Jean (Dominic Wells)
- Judith Hoag (Tandy)
- David Alford (Bucky)
- Ed Amatrudo (Glenn)
- Maisy Stella (Daphne Conrad)
- Lennon Stella (Maddie Conrad)
- Sylvia Jefferies (Jolene)
- Tilky Montgomery Jones (Sean Butler)
- Kourtney Hansen (Emily)
- Michiel Huisman (Liam McGuinness)
- Daniel Buran (Cy)
- Yara Martinez (Carmen)
- Melvin Ray Kearney II (Bo)
- Danelle Corbin (bartender)
- Juan Pont Lezica (photographer)
- Nicholas Strong (JT)
- Boo Arnold (Brock Butler)
- JJ Rodgers (Deb Butler)
- Madison Lintz (Dana Butler)
- Chloe Bennet (Hailey)
- Craig Stark (Kent)
- Rusty Whitener (Les)

Juliette et Sean se sont mariés en secret, mais l'idée d'une union hors contexte religieux déplaît aux parents du jeune homme, qui exigent une cérémonie. La tournée débutant à la fin de la semaine, la mariage aura lieu dans trois jours. Rayna et Juliette se confrontent quant au fait de faire une tournée ensemble et sont d'accord sur le fait qu'elles aient besoin l'une de l'autre pour un besoin personnel. En effet, Rayna ne fait plus confiance en son mari et veut s'éloigner de Nashville. La tournée étant un bon prétexte, Rayna veut également emmener ses deux filles avec elle, ne voulant pas les laisser avec Teddy. Une violente dispute éclate et déchire le couple, d'autant plus que le jour des élections est proche, ce qui ne donnerait pas une bonne image à Teddy. Plus tard, Lamar va voit Rayna et la menace de dévoiler la vérité sur le père biologique de sa fille aînée - qui se trouve être Deacon - si elle ne revient pas sur sa décision. Ébranlé par cette façon de faire, Teddy - au courant de cette paternité - menace à son tour Lamar. Rayna décide alors de laisser les filles à son mari mais veut s'éloigner de lui pour faire le point.
Deacon, de son côté, doit se faire à sa nouvelle vie de rock-star et entretient également une nouvelle relation amoureuse avec un flirt passé. 
Alors que Scarlett - toujours en froid avec Gunnar - retombe une nouvelle fois dans les bras d'Avery, celui-ci se bat rageusement avec ses partenaires du groupe, mécontents de son choix de faire carrière solo. Dégoûtée de la décision égoïste d'Avery, Scarlett coupe définitivement les ponts et accepte l'offre des ex-membres: monter sur scène le temps d'une soirée. Le concert emballe la foule, mais la jeune femme préfère revenir écrire avec Gunnar. 
- Twist of Barbed Wire (Scarlett)
- Change Your Mind (Gunnar & Scarlett)

### Épisode 10:Sauver les apparences
- États-Unis /  Canada : 16 janvier 2013 sur ABC / CTV Two
- France : 10 novembre 2013 sur TF6
- Suisse : 16 mars 2014 sur RTS Un
- Québec : 8 mai 2014 sur V

- États-Unis : 6,54 millions de téléspectateurs[27]

- Kimberly Williams (Peggy)
- Wyclef Jean (Dominic Wells)
- Judith Hoag (Tandy)
- David Alford (Bucky)
- Ed Amatrudo (Glenn)
- Maisy Stella (Daphne Conrad)
- Lennon Stella (Maddie Conrad)
- David Clayton Rogers (Jason)
- Tilky Montgomery Jones (Sean Butler)
- Kourtney Hansen (Emily)
- Rya Kihlstedt (Marilyn Rhodes)
- Michiel Huisman (Liam McGuinness)
- Daniel Buran (Cy)
- Yara Martinez (Carmen)
- Jay Huguley (Dewey)
- Paras Patel (staffer (Teddy's))
- Katie Cook (herself)
- Fernando M. Martinez (security guard)
- Storme Warren (reporter)
- Anne Holt (herself)
- Holly Allen (mother)
- Jeramy Blackford (guitarist)
- Kathy Payne (judge)
- Quinn Schuler (reporter)
- Lorianne Crook (reporter)

- Boys and Buses (Juliette Barnes)
- Telescope (Juliette Barnes)
- I'm a Lonesome Fugitive (Gunnar & Jason)
- Buried Under (Rayna James)
- Love Like Mine (Juliette Barnes)

### Épisode 11:Question de confiance
- États-Unis /  Canada : 23 janvier 2013 sur ABC / CTV Two
- France : 10 novembre 2013 sur TF6
- Suisse : 16 mars 2014 sur RTS Un
- Québec : 15 mai 2014 sur V

- États-Unis : 5,51 millions de téléspectateurs[28]

- Brantley Gilbert (lui-même)
- Chris Young (lui-même)
- David Alford (Bucky)
- Ed Amatrudo (Glenn)
- Kourtney Hansen (Emily)
- Ming-Na Wen (Calista)
- Michiel Huisman (Liam)

Rayna et Juliette continuent de se battre hors-scène, surtout car cette dernière voit bien que Liam et Rayna l'ignorent et l'excluent sur scène. Et non seulement Rayna est mise en avant dans les publicités, mais en plus, tout le monde s'accordent à dire que c'est le succès de Rayna et le partenariat de Juliette avec une superstar. De retour à Nashville et pour fêter le succès de Wrong Song, la maison de disque organise une fête en l'honneur des deux chanteuses. Rayna est approchée par une productrice qui veut être sa collaboratrice mais apprend à la fête que Liam complote derrière elle pour l'obtention de contrats: Rayna met fin à leur collaboration. De son côté, Juliette doit gérer le procès de sa mère pour son habilitation à être sobre, mais échoue lors de sa déposition.
 
Scarlett, abasourdie par le succès phénoménal d'Avery, propose à Gunnar de chanter avec l'ex-groupe d'Avery. Mais le jeune homme s'emporte, tourmenté par la perte momentanée de sa guitare et la fuite de son frère, qui est recherché. Il accepte pourtant de revenir, lorsque sa guitare lui est rendue.

- Wrong Song Live Version (Rayna James & Juliette Barnes)
- Keep Asking Why (Avery Barkley)
- One Works Better (Gunnar & Scarlett)

### Épisode 12:De la parole à l'acte
- États-Unis /  Canada : 6 février 2013 sur ABC / CTV Two
- France : 10 novembre 2013 sur TF6
- Suisse : 16 mars 2014 sur RTS Un
- Québec : 22 mai 2014 sur V

- États-Unis : 5,3 millions de téléspectateurs[29]

- Kimberly Williams (Peggy)
- JD Souther (Watty White)
- David Alford (Bucky)
- Ed Amatrudo (Glenn)
- Kourtney Hansen (Emily)
- Rya Kihlstedt (Marilyn Rhodes)
- Nicholas Strong (J.T.)
- Jon Menick (Mr. Mason)
- Sabrina Tiller (host)
- Justin Anthony Milele (Juliette's dancer no. 1)
- Jeremy Strong (Juliette's dancer no. 2)
- William Terry Thomas (Juliette's dancer no. 3)
- Nathaniel Flatt (Juliette's dancer no. 4)
- Caitlin Carver (Juliette's dancer no. 5)
- Megan Hopkins (Juliette's dancer no. 6)
- Amber Jackson (Juliette's dancer no. 7)
- Kaitlyn Ellis (Juliette's dancer no. 8)
- Erin McCarley (Adria)

- Already Gone (Rayna)
- I'm a Girl (Juliette Barnes)
- One Works Better (Gunnar & Scarlett)
- Consider Me (Juliette Barnes)

### Épisode 13:Nouvelle Donne
- États-Unis /  Canada : 13 février 2013 sur ABC / CTV Two
- France : 17 novembre 2013 sur TF6
- Suisse : 23 mars 2014 sur RTS Un
- Québec : 29 mai 2014 sur V

- États-Unis : 5,74 millions de téléspectateurs[30]

- Kimberly Williams (Peggy)
- Judith Hoag (Tandy)
- Maisy Stella (Daphne)
- Lennon Stella (Maddie)
- David Alford (Bucky)
- Ed Amatrudo (Glenn)
- David Clayton Rogers (Jason)
- Melvin Ray Kearney II (Bo)
- Michel Huisman (Liam)
- Kourtney Hansen (Emily)
- Rya Kihlstedt (Marilyn Rhodes)
- Chloe Bennet (Hailey)
- Tosha Thompson (Melissa Mirch)
- Erin McCarley (Adria)
- Cory Scott Allen (young Buck)
- Stevie Ray Dallimore (tour manager)
- Holly A. Morris (wardrobe)
- Emmanuel Hudson (sound guy)
- Virgil Staford (engineer)
- Terrence Lening (messenger)

- Casino (Gunnar & Scarlett)

### Épisode 14:L'Anniversaire
- États-Unis /  Canada : 27 février 2013 sur ABC / CTV Two
- France : 17 novembre 2013 sur TF6
- Suisse : 23 mars 2014 sur RTS Un
- Québec : 5 juin 2014 sur V

- États-Unis : 5,2 millions de téléspectateurs[31]

- Vince Gill (lui-même)
- Pam Tillis (elle-même)
- Dan Auerbach (lui-même)
- Kip Moore (lui-même)
- Kate York (elle-même)
- Kimberly Williams (Peggy Kenter)
- Judith Hoag (Tandy Conrad)
- JD Souther (Watty White)
- Sylvia Jefferies (Jolene Barnes)
- Maisy Stella (Daphne)
- Lennon Stella (Maddie)
- David Alford (Bucky)
- David Clayton Rogers (Jason)
- Kourtney Hansen (Emily)
- Erin McCarley (Adria)
- Marcus Lewis (Joe the Bouncer)

- We Are Water (Juliette Barnes)
- I Will Fall (Gunnar & Scarlett)
- Stronger Than Me (Rayna James feat. Kate York)

### Épisode 15:Gestion de crises
- États-Unis /  Canada : 27 mars 2013 sur ABC / CTV Two
- France : 17 novembre 2013 sur TF6
- Suisse : 23 mars 2014 sur RTS Un
- Québec : 12 juin 2014 sur V

- États-Unis : 5,18 millions de téléspectateurs[32] (première diffusion)

- Katie Couric (elle-même)
- Kimberly Williams (Peggy Kenter)
- Susan Misner (Stacey)
- Wyclef Jean (Dominic King)
- Sylvia Jeffries (Jolene)
- Jay Hernández (Dante Rivas)
- Maisy Stella (Daphne)
- Lennon Stella (Maddie)
- David Alford (Bucky)
- Kourtney Hansen (Emily)
- Rya Kihlstedt (Marilyn Rhodes)
- Todd Truley (Marshall Evans)
- Aerica D'Amaro (Lindsay)

- Love Like Mine (Deacon)
- Keep Asking Why Atlanta Mix (Avery)
- Hypnotizing (Juliette Barnes)
- Looking For a Place to Shine (Scarlett)
- Let There Be Lonely (Avery)

### Épisode 16:New York, New York
- États-Unis /  Canada : 3 avril 2013 sur ABC / CTV Two
- France : 24 novembre 2013 sur TF6
- Suisse : 30 mars 2014 sur RTS Un
- Québec : 19 juin 2014 sur V

- États-Unis : 5,54 millions de téléspectateurs[33] (première diffusion)

- Kimberly Williams (Peggy Kenter)
- Susan Misner (Stacey Douglas)
- Sylvia Jeffries (Jolene)
- Jay Hernández (Dante Rivas)
- Judith Hoag (Tandy)
- Maisy Stella (Daphne)
- Lennon Stella (Maddie)
- Chris Carmack (Will Lexington)
- David Alford (Bucky Dawes)
- Kourtney Hansen (Emily)
- Todd Truley (Marshall Evans)
- Chloe Bennet (Hailey)

- Stompin' Grounds (Rayna)
- Tough All Over (Gunnar & Will)
- Ho Hey (Maddie & Daphne)
- Hypnotizing (Juliette Barnes)

### Épisode 17:Des hommes d'influence
- États-Unis /  Canada : 10 avril 2013 sur ABC / CTV Two
- France : 24 novembre 2013 sur TF6
- Suisse : 30 mars 2014 sur RTS Un
- Québec : 26 juin 2014 sur V

- États-Unis : 5,96 millions de téléspectateurs[34] (première diffusion)

- Susan Misner (Stacey Douglas)
- Sylvia Jeffries (Jolene)
- Jay Hernández (Dante Rivas)
- Judith Hoag (Tandy)
- Maisy Stella (Daphne)
- Lennon Stella (Maddie)
- Chris Carmack (Will Lexington)
- David Alford (Bucky Dawes)
- Kourtney Hansen (Emily)
- JD Souther (Watty White)
- Melvin Ray Kearney II (Bo)
- Todd Truley (Marshall Evans)
- Tiffany Morgan (Jeanne)
- Jeremy Childs (Albert)
- Chloe Bennet (Hailey)

- We Are Water (Juliette Barnes)
- You Ain't Dolly (And You Ain't Porter) (Scarlett & Will)
- Hangin' On A Lie (Juliette Barnes)
- Shine (Gunnar)

### Épisode 18:Mensonges et Manipulations
- États-Unis /  Canada : 1er mai 2013 sur ABC / CTV Two
- France : 24 novembre 2013 sur TF6
- Suisse : 30 mars 2014 sur RTS Un
- Québec : 3 juillet 2014 sur V

- États-Unis : 5,27 millions de téléspectateurs[35]

- Kimberly Williams (Peggy Kenter)
- Michiel Huisman (Liam)
- Susan Misner (Stacey Douglas)
- Sylvia Jeffries (Jolene)
- Jay Hernández (Dante Rivas)
- Judith Hoag (Tandy)
- Maisy Stella (Daphne)
- Lennon Stella (Maddie)
- Chris Carmack (Will Lexington)
- David Alford (Bucky Dawes)
- Kourtney Hansen (Emily)

Liam revient dans la vie de Rayna et lui propose de s'enfuir ensemble afin de terminer l'album. En les revoyant ensemble, Deacon réagit d'une façon qui le surprend lui-même, ce qui augmente les accusations de Stacey face à ses réels sentiments à son égard. Cependant, Rayna doit également faire face aux siens pour Deacon. De son côté, Jolene met Juliette en garde quant à la loyauté de Dante mais ceci finit de creuser le fossé les séparant. Pourtant, alors que Juliette confie son argent à Dante pour acheter une maison, celui-ci est ensuite introuvable. 

- Tough All Over (Will)
- Gun For a Mouth (Gunnar)
- Postcard from Mexico (Rayna & Liam)

### Épisode 19:La Soirée des Nommées
- États-Unis /  Canada : 8 mai 2013 sur ABC / CTV Two
- France : 1er décembre 2013 sur TF6
- Suisse : 7 avril 2014 sur RTS Un
- Québec : 10 juillet 2014 sur V

- États-Unis : 5,38 millions de téléspectateurs[36]

- Susan Misner (Stacey)
- Chris Carmack (Will Lexington)
- Marshall Chapman (elle-même)
- Judith Hoag (Tandy)
- David Alford (Bucky)
- Maisy Stella (Daphne Conrad)
- Lennon Stella (Maddie Conrad)
- Kourtney Hansen (Emily)
- Melvin Ray Kearney III (Bo)
- Sylvia Jeffries (Jolene)
- Todd Truly (Marshall Evans)

- The Morning of the Rain (Avery)
- Hypnotizing (Juliette Barnes)
- (I've Been) Used (Juliette Barnes)
- End of the Day (Rayna & Deacon)

### Épisode 20:De l'autre côté du miroir
- États-Unis /  Canada : 15 mai 2013 sur ABC / CTV Two
- France : 1er décembre 2013 sur TF6
- Suisse : 7 avril 2014 sur RTS Un
- Québec : 17 juillet 2014 sur V

- États-Unis : 5,56 millions de téléspectateurs[37]

- Judith Hoag (Tandy)
- David Alford (Bucky)
- Maisy Stella (Daphne Conrad)
- Lennon Stella (Maddie Conrad)
- Sylvia Jeffries (Jolene)
- Jay Hernández (Dante Rivas)
- Chris Carmack (Will Lexington)
- Kourtney Hansen (Emily)
- Steve Buchanan (lui-même)
- David Alford (Bucky)
- Ed Amatrudo (Glenn)
- Melvin Ray Kearney III (Bo)

Juliette convient de donner deux millions de dollars à Dante en échange de la sex-tape qu'il menace de dévoiler à la presse. Mais à l'heure du rendez-vous, il lui téléphone et demande finalement dix millions. De son côté, Rayna convie Deacon à un dîner avec ses filles mais l'arrivée de Teddy met le feu aux poudres: il interdit à Rayna de laisser Deacon les approcher, de peur que le secret de la paternité soit découvert. Devant le refus de Rayna, Teddy obtient une restriction concernant Deacon d'approcher les filles à moins de trente mètres. Mais Rayna trouve un surprenant allié en la personne de son père quand il décide de s'allier avec elle contre Teddy. Tandy tente de faire un coup d'état en voulant prendre la direction de Wyatt Industries, mais Lamar interrompt la soudaine réunion, sentant la prise de directive de sa fille. Sur la tournée, Avery conseille à Juliette de coucher sur papier les paroles d'une chanson qu'elle fredonne et accepte l'opportunité qu'elle lui donne afin de l'aider à la composer, ne voulant surtout pas de chanson d'amour.

Saisissant sa chance lorsque Scarlett lui parle d'une audition secrète pour le nouveau label de Rayna, Will s'y présente et semble décrocher ce qu'il attendait. Quant à Gunnar, il s'enlise de plus en plus dans son image de mauvais garçon, ressemblant à Jason. Sur la demande de Scarlett, Will se rend au bar et tente de raisonner Gunnar, qui finit par déclencher une bagarre avec un client. En prison, tous deux finissent par mettre à plat leur tension lorsque Will raconte son enfance difficile. Au même moment, Rayna présente son label avec une prestation de Scarlett, qui remarque Avery dans le public. Plus tard, la jeune femme vient payer la caution des garçons, mais finit par rompre avec Gunnar, ne supportant plus sa détermination à vouloir à tout prix être son frère.

- Hypnotizing (Juliette Barnes)
- Ho Hey (Maddie & Daphne + Deacon)
- A Showman's Life (Will)
- If Mamma Coulda Seen Me (Gunnar)
- Looking For a Place to Shine (Scarlett)

### Épisode 21:Un mensonge de trop
- États-Unis /  Canada : 22 mai 2013 sur ABC[38] / CTV Two
- France : 1er décembre 2013 sur TF6
- Suisse : 7 avril 2014 sur RTS Un
- Québec : 24 juillet 2014 sur V

- États-Unis : 6,02 millions de téléspectateurs[39]

- Judith Hoag (Tandy)
- David Alford (Bucky)
- Ed Amatrudo (Glenn)
- Maisy Stella (Daphne Conrad)
- Lennon Stella (Maddie Conrad)
- Kourtney Hansen (Emily)
- Melvin Ray Kearney III (Bo)
- Brad Paisley (lui-même)
- Chris Carmack (Will Lexington)
- Derek Krantz (handsome man)
- Sylvia Jefferies (Jolene)
- Todd Truly (Marshall Evans)
- Kimberly Williams (Peggy)
- Jeremy Childs (Albert)
- Jason Douglas (Dashell)
- Gregalan Williams (Detective Glynn)
- Josh Ventura (Jack)
- Todd Allen Durkin (Walter)
- Robert Larriviere (stage director)
- Bill Szymanski (bartender)
- Quinn Schuler (TV reporter)
- Teri Wyble (Gwen)
- Russel B. Ramsey (minister)

Un voile d'ombre est jeté sur la nuit de la cérémonie des CMA Awards, causé par la rage de Juliette, qui refuse de montrer son chagrin. Finissant par quitter la cérémonie, elle part dire adieu à sa mère à la veillée funèbre et laisse éclater ses sentiments. Le conte de fée de Rayna et Deacon vire au cauchemar lorsque Maddie le met au courant de l'histoire au sujet de la paternité. La jeune fille, accusant sa mère, veut alors vivre avec son père, Teddy. Confrontant Rayna dans sa loge lors de la soirée, une violente dispute éclate entre eux deux et Deacon finit par se rendre à un bar, cédant alors à ses vieux démons.
Le lendemain de la cérémonie, Glenn vient chez Juliette pour lui donner le trophée qu'elle a gagné et finit par tomber dans ses bras. Plus tard, dans son courrier, la jeune femme découvre une lettre de sa mère révélant ses véritables sentiments et les raisons de ses actions. Bouleversée, Juliette comprend que Jolene a voulu protéger son honneur en tuant elle-même Dante. Pendant ce temps, le bureau de Procureur se rapproche de Teddy concernant son passé trouble, tandis que Peggy revient avec un secret bien à elle lorsqu'elle révèle sa grossesse à Teddy. Redevant lui-même à la suite de sa rupture, Gunnar tente tout ce qu'il faut pour regagner le cœur de Scarlett, mais craint le pire lorsqu'il apprend qu'elle traîne de nouveau avec Avery. Quand Scarlett accepte finalement de le voir, Gunnar lui demande sa main.

- Bitter Memory (Rayna ft. Brad Paisley)
- Moon is High (Avery & Scarlett)
- Nothing in this World (Will Break My Heart Again) (Juliette Barnes)